# Ruth Landes
Ruth Landes (8 de octubre de 1908 en Ciudad de Nueva York – 11 de febrero de 1991 en Hamilton, Ontario, Canadá) fue una antropóloga cultural americana más conocida por sus estudios sobre los cultos del candomblé brasileño, los cuales fueron publicados en el libro, La ciudad de las mujeres (1947). Landes también es reconocida por algunos como pionera en el estudio de la racialidad y las relaciones de género.

## Primeros años
Ruth Schlossberg Landes nació en Manhattan, hija de inmigrantes judíos rusos. Su padre era Joseph  Schlossberg, quien fuera cofundador y, por mucho tiempo, secretario general  del sindicato de Trabajadores de Ropa Amalgamados de América.

## Educación
Landes Recibió su grado en Sociología por parte de la Universidad de Nueva York en 1928, y el grado de maestra por la Escuela de Trabajo Social de Nueva York (ahora parte de la Universidad de Columbia) en 1929, antes de estudiar para su doctorado en antropología en la Universidad de Columbia. Obtuvo su Ph.D. en 1935 bajo la guía de Ruth Benedict, una pionera en el campo de la antropología y estudiante de Franz Boas. De hecho, Benedict tuvo una influencia profunda en Landes, al igual que Margaret Mead. Fue cautivada por la forma en que Benedict enseñaba en sus clases, y con la manera en que forzaba a sus estudiantes a pensar de formas no convencionales. Landes también declaró que nunca fue tan feliz estudiando antropología como cuando estudió con Benedict y Boas. Ruth Landes registró que la amistad entre ella y Benedict era una de las más significativas de su vida; dicha amistad le animó a expandir sus pensamientos aproximadamente antropología y cuestionar las normas sociales de la sociedad.

## Trabajo de campo

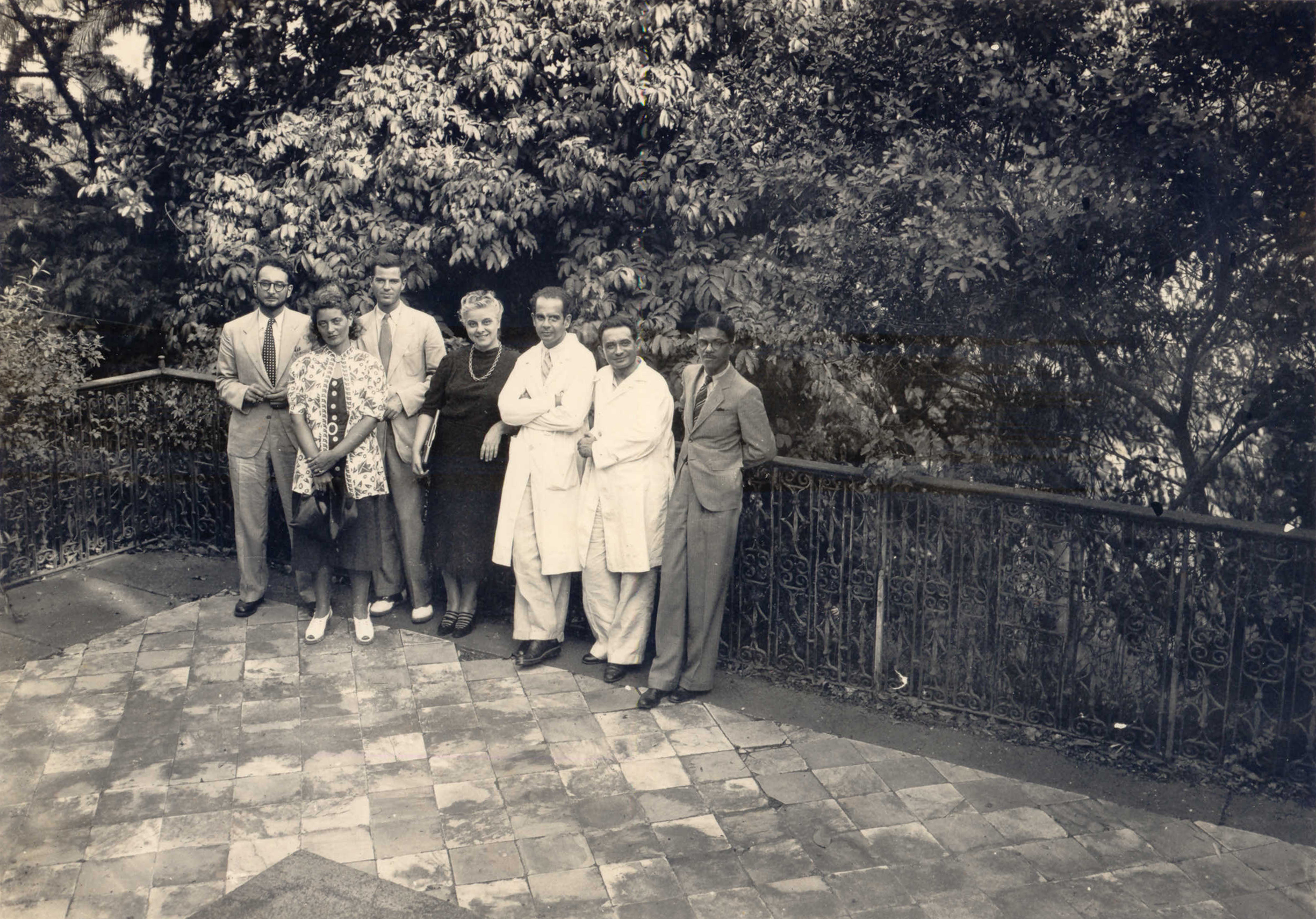
Ruth Landes con Claude Lévi-Strauss y otros investigadores en el Museu Nacional en Río de Janeiro, 1930s

Landes empezó a investigar la organización social y las prácticas religiosas de sujetos marginados con su tesis de maestría sobre Judíos Negros en el Harlem. Buscando mejorar su análisis de este grupo, contactó al profesor Boas, quién le sugirió que se cambiara al campo de la antropología. Bajo la tutela de Benedict, la joven Landes cambió su foco de estudio hacia los Nativos americanos, algunos de los sujetos antropológicos más tradicionales. Así, entre 1932 y 1936,  emprendió trabajo de campo con los Ojibwa de Ontario y Minnesota, con los Santee Dakota también en Minnesota, y con los Potawatomi en Kansas. Utilizando sus notas de estos viajes, Landes produjo un cuerpo grande de investigación escrita, incluyendo los textos que se volvieron un hito en la antropología: Sociología Ojibwa (1937), Mujer Ojibwa (1938), y, mucho más tarde, Religión Ojibwa y Midewiwin (1968), así como El místico lago Sioux (1968). En Sociología Ojibwa y Mujer Ojibwa, la autora proporciona notas sobre parentesco, ritos religiosos y organización social. En el segundo de estos libros, a través de los cuentos de su informante clave Maggie Wilson, informó cómo las mujeres navegaban dentro de los roles de género para afirmar su autonomía económica y social. En Religión Ojibwa y El místico lago Sioux, Landes discutió las estrategias de sus sujetos para mantener creencias y prácticas religiosas o culturales, en respuesta a los cambios rápidos de su entorno cultural y político.
En 1938-1939, Ruth Landes trabajó en Bahía, Brasil, para estudiar la construcción de la identidad y el sincretismo religiosos entre los practicantes del candomblé Afro-brasileño. Escribió que las esfera centrada en las mujeres del candomblé era una fuente de poder para ciertos negros privados de sus derechos, asimismo que era una salida creativa para quienes ella llamó "homosexuales pasivos". En su trabajo publicado sobre estos hallazgos, La ciudad de las mujeres (1947), Landes discutió cómo las políticas raciales en Brasil conformaron muchas prácticas del candomblé. Regresó a Brasil en 1966 para estudiar los efectos de desarrollo urbano en Río de Janeiro.

## Carrera
Durante la mayor parte de su carrera profesional, Ruth Landes tuvo diversos contratos y puestos de investigación. En 1939,  se hizo investigadora para el estudio de afroamericanos de Gunnar Myrdal. En 1941,  fue directora de investigación de la Oficina del Coordinador de Asuntos Interamericanos. En 1941-1945,  fue la representante de los asuntos afroamericanos y México-Estados Unidos en el comité del presidente Franklin D. Roosevelt para las Prácticas de Empleo Justo. Al mismo tiempo, empezó a estudiar los Acadians de Luisiana. En 1948-1951, fue directora de estudio de la Comisión judía americana en Nueva York. 
También fue asesora de familias judías de Nueva York para la investigación de Ruth Benedict sobre Culturas Contemporáneas durante 1949-1951. Entre 1950-1952, Landes estudió los problemas de los inmigrantes de ascendencia asiática y africana en el Reino Unido. Durante 1946-1947 y nuevamente a finales de la década de 1950 y principios de 1960, Landes vivió en California y, a través de varias consultorías, devino implicada con el estudio de la cultura hispánica/Latina. Al mismo tiempo, empezó losestudios culturales cruzados acerca de la educación de las minorías y los procesos y efectos de envejecer. En 1968,  empezó una investigación del bilingüismo y el bi-culturalismo desarrollada desde su interés en el nacionalismo de Quebec en Canadá. El proyecto le llevó a España y Nevada para estudiar a los vascos, a Suiza para examinar los cuatro grupos de lenguas de la región, y a Sudáfrica para estudiar la interacción entre los hablantes de afrikáans y los angloparlantes. Volvió a su interés en los Acadians de Luisiana en 1963.
Hasta 1965, las afiliaciones institucionales de Landes fueron de corto plazo. Además aquellos trabajos ya nombrados, fue una instructora en la Universidad de Brooklyn en 1937 y en la Universidad de Fisk entre 1937-1938. Fue conferenciante en el Instituto Psiquiátrico Blanco William Alanson de Nueva York entre 1953 y 1954. Del mismo modo en la Escuela Nueva para Investigación Social también en Nueva York entre 1953-1955. Fue profesora visitante en la Universidad de Kansas en 1957 y en la Universidad de California Del sur de 1957 a 1965. De 1959 a 1962, fungió como profesora visitante y directora del programa de antropología y educación en la Escuela de Claremont. Fue conferenciante de extensión  en la Universidad de Columbia y en Universidad Estatal de Los Ángeles en 1963, profesora visitante en la Universidad Tulane durante los primeros meses de 1964, y profesora visitante en la Universidad de Kansas en el verano de 1964. Su asociación con Universidad McMaster en Hamilton, Ontario, empezó en 1965 y continuó después de que en 1977 fue designada profesora emérita.

## Muerte y legado
Ruth Landes murió en Hamilton, Ontario el 11 de febrero de 1991, a la edad de 82. El sitio final de trabajo de Landes, Universidad McMaster, creó entonces el Premio Ruth Landes otorgado cada año a las o los estudiantes que han demostrado consecución académica excepcional en antropología. Además, el Fondo de Investigación  Memorial Ruth Landes financia becas interdisciplinarias en los varios temas que era del interés de la antropóloga durante su carrera profesional y académica. Sus  documentos, fotografías y artefactos coleccionados en campo se encuentran archivados en los Archivos Antropológicos Nacionales en el Instituto Smithsoniano en Washington D. C.